# Woodes Rogers
Woodes Rogers (Bristol, 1679 – Nassau, 15 luglio 1732) è stato un corsaro britannico, in seguito divenuto il primo governatore reale delle Bahamas.
È noto per essere stato il capitano della nave che trasse in salvo il naufrago Alexander Selkirk, ritenuto l'ispirazione per il personaggio immaginario Robinson Crusoe di Daniel Defoe, e per aver posto fine alla Repubblica dei pirati di Nassau all'inizio del suo mandato come governatore delle Bahamas, dando poi la caccia a numerosi pirati che avevano rifiutato di arrendersi.

## Biografia

### Primi anni
Woodes Rogers era il figlio maggiore di Woods Rogers, un capitano mercantile di successo. Nel gennaio del 1705 Rogers sposò Sarah Whetstone, figlia dell'ammiraglio Sir William Whetstone, vicino di casa e amico della famiglia Rogers. Tra il 1706 e la fine del 1708, Woodes Rogers e sua moglie Sarah ebbero un figlio e due figlie femmine.

### Il corsaro Woodes Rogers
Tra il 1708 e il 1711, a Rogers venne affidato il comando di una spedizione corsara intorno al mondo, risoltasi con successo. Per la prima tappa del suo viaggio, Cork, Rogers si era affidato ad un timoniere locale, originario di Kinsale. Il timoniere si rivelò essere talmente incompetente da mettere a serio rischio l'esito della spedizione, tanto che la nave rischiò di naufragare. Una volta giunto nei mari del Sud, Rogers ingaggiò, in qualità di timoniere, l'esperto William Dampier, il quale, giunto nei pressi di Panama, si affidò a timonieri locali, con lo stesso risultato ottenuto da Rogers. Il 2 febbraio 1709 la spedizione sbarcò sulle Isole Juan Fernández, dove venne ritrovato il naufrago Alexander Selkirk, le cui vicende ispirarono successivamente il romanzo Robinson Crusoe di Daniel Defoe. Nell'aprile dello stesso anno, Rogers perse suo fratello Thomas, ucciso in una battaglia nel Pacifico contro una nave spagnola. A dicembre, mentre si trovava a Cabo San Lucas, nella Bassa California del Sud, in Messico, Rogers riuscì a impadronirsi del ricco bottino di un cosiddetto galeone di Manila, la Nuestra Señora de la Encarnación y Desengaño. Durante la battaglia, Woodes Rogers si procurò una ferita al volto. Rogers rientrò in patria nell'ottobre del 1711.
I resoconti tenuti da Rogers stesso e dal suo capitano in seconda Edward Cooke vennero pubblicati nel 1712, nel volume intitolato A Cruising Voyage Round the World, scritto dopo il ritorno in Inghilterra. Da esso, oltre alla cronaca del viaggio, si possono ricavare informazioni d'ogni genere: da numerosi riferimenti a pappagalli, fino a importanti notizie di carattere etnografico riguardo agli indiani Pericù.
Subito dopo il ritorno in patria, tuttavia, Woodes Rogers incontrò diversi problemi finanziari. Suo suocero, Sir William Whetstone, era deceduto e Rogers, non essendo riuscito a recuperare le sue perdite di affari attraverso l'attività di corsaro, fu costretto a vendere la sua casa di Bristol per mantenere la sua famiglia. Fu citato in giudizio con successo da un gruppo di oltre 200 membri del suo equipaggio, che sostenevano di non aver ricevuto la giusta quota degli utili della spedizione. I profitti della pubblicazione del suo libro non furono sufficienti per sanare tutti i suoi debiti, portandolo al fallimento. Sua moglie diede alla luce il loro quarto figlio un anno dopo il suo ritorno - un bambino morto durante l'infanzia - e Woodes e Sarah Rogers si sarebbero presto separati definitivamente.
Rogers decise che la via per uscire dalle sue difficoltà finanziarie era quella di condurre un'altra spedizione, questa volta contro la pirateria, problema sempre più frequente in quegli anni. Nel 1713, Rogers guidò quella che era apparentemente una spedizione per acquistare schiavi in Madagascar e portarli nelle Indie orientali olandesi, questa volta con il permesso della Compagnia britannica delle Indie Orientali. Lo scopo secondario di Rogers era quello di raccogliere importanti informazioni sui pirati del Madagascar, sperando di distruggerli o riformarli e colonizzare il Madagascar in un ipotetico viaggio futuro. Rogers acquisì informazioni riguardo ai pirati e alle loro navi vicino all'isola. Venuto a sapere che un gran numero di pirati si era stabilmente insediato sull'isola, Woodes Rogers persuase molti di loro a firmare una petizione alla regina Anna per richiedere un'amnistia. Nonostante all'inizio la spedizione di Rogers si fosse rivelata un successo, al suo ritorno al Londra nel 1715 la Compagnia delle Indie Orientali pose il veto sull'idea di una spedizione coloniale in Madagascar, ritenendo che una colonia fosse una minaccia maggiore al suo monopolio rispetto alla minaccia di pochi pirati. Di conseguenza, Rogers rivolse la sua attenzione non più alla pirateria nel Madagascar, ma a quella nelle Indie occidentali. Rogers trovò l'appoggio di alcuni consiglieri del nuovo re Giorgio I, succeduto alla regina Anna nel 1714, e perciò fu in grado di stringere un accordo affinché gli venisse assegnato il compito di riportare le Bahamas, da tempo infestate dai pirati, sotto il controllo diretto della corona britannica.

### Il governatore Woodes Rogers

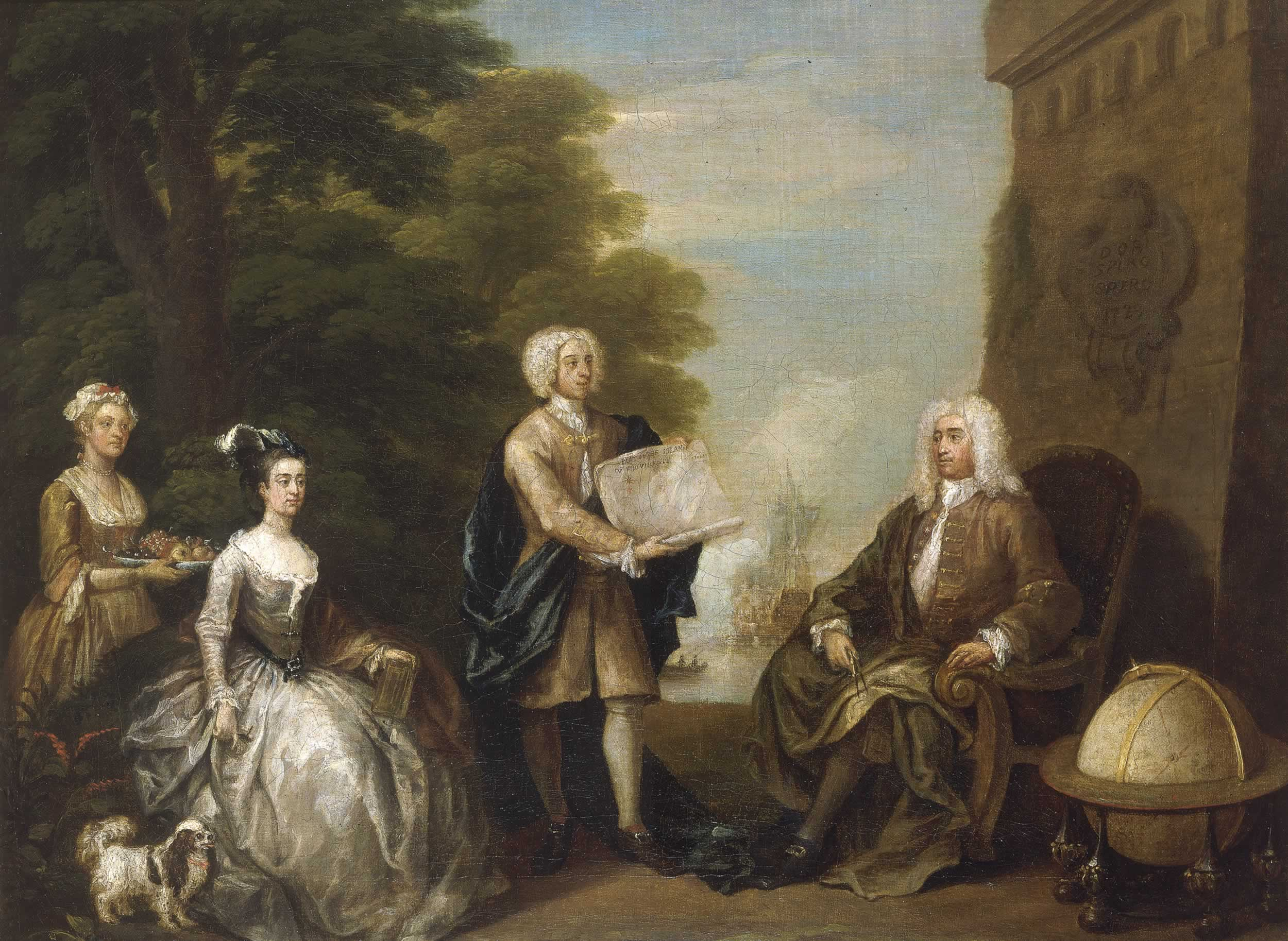
Woodes Rogers e la sua famiglia ritratti da William Hogarth (1729)

Il 6 febbraio 1718 Woodes Rogers fu ufficialmente insignito del titolo di "capitano generale e governatore in capo delle isole Bahamas" dal re Giorgio I di Gran Bretagna. Una volta divenuto governatore, Rogers offrì il "perdono del re", un'amnistia che coinvolgeva la maggior parte dei pirati presenti sulle isole. Rogers salpò con la sua flotta dall'Inghilterra il 22 aprile 1718 e arrivò a Nassau, sull'isola di New Providence, il 22 luglio dello stesso anno. Qui trovò la resistenza dei pirati che avevano rifiutato l'amnistia, in particolare del capitano pirata Charles Vane, che tuttavia riuscì a sfuggire al blocco navale creato da Rogers.
Rogers si insediò quindi a Nassau come nuovo governatore, ponendo fine alla Repubblica dei pirati di New Providence, ritrovandosi fin da subito a dover risolvere gli innumerevoli problemi che affliggevano la città. Iniziò nominando un consiglio, un segretario generale e un giudice capo della corte suprema. Diede ordine di restaurare il forte posto a difesa del porto, che aveva subito il crollo del bastione in direzione del mare, e di far montare altri cannoni. Uno degli ex capitani pirata, Benjamin Hornigold, fu incaricato da Rogers di inseguire coloro che erano riusciti a scappare.
Nel 1720, quando la William, uno sloop di dodici tonnellate, venne rubata dal porto di Nassau, le autorità locali non ebbero dubbi circa i responsabili del furto. Rogers rese pubblicamente noti i nomi dei responsabili: a capo della banda dei pirati vi era Calico Jack Rackham, la cui ciurma comprendeva anche Anne Bonny e Mary Read. Per un paio di mesi, Calico Jack, nonostante i due sloop che Rogers gli aveva messo alle calcagna, continuò le sue scorribande, ma venne infine catturato dal corsaro Jonathan Barnet. Il processo si tenne il 16 novembre: Rogers e gli altri giurati furono inflessibili e condannarono a morte Calico Jack e tutto il suo equipaggio. Anne Bonny e Mary Read, incinte, riuscirono a scampare al patibolo.
Nello stesso anno Rogers dovette continuare ad affrontare numerosi altri problemi. Stressato dalle pressioni dei suoi creditori e non ricevendo più aiuti dal governo centrale, Woodes Rogers ebbe problemi di salute e trascorse sei settimane a Charleston, nella Carolina del Sud, per riprendersi. Sconfortato dalla mancanza di supporto e di comunicazione da Londra, Rogers salpò per la Gran Bretagna nel marzo 1721. Arrivò tre mesi dopo, solo per venire a conoscenza che era stato nominato un nuovo governatore e che la sua compagnia era stata liquidata. Ritenuto responsabile per gli obblighi contratti a Nassau, fu incarcerato per debiti.

### Anni in Inghilterra, secondo mandato e morte
Con il governo e i suoi ex soci che si rifiutarono di onorare i suoi debiti, Rogers fu scarcerato solo quando i suoi creditori ebbero pietà di lui e lo ritennero assolto dai suoi debiti. In seguito alla pubblicazione nel 1724 del libro Storia generale dei pirati del capitano Charles Johnson (da alcuni ritenuto pseudonimo di Daniel Defoe), la figura di Woodes Rogers ebbe per la seconda volta un grande risalto, venendo quasi elevato allo status di eroe nazionale. Con l'attenzione dell'opinione pubblica nuovamente focalizzata su di lui, Rogers riuscì nel 1726 a presentare una petizione al re per un risarcimento finanziario. Non solo re Giorgio I gli concesse una pensione retroattiva al 1721, ma il figlio e successore Giorgio II di Gran Bretagna lo insignì nuovamente del titolo di governatore delle Bahamas il 22 ottobre 1728.
Le Bahamas non subirono minacce esterne durante il secondo mandato di Rogers, ma il governatore dovette comunque affrontare diverse difficoltà. Ancora cercando di rafforzare le difese dell'isola, Rogers cercò di decretare l'imposizione di una tassa locale. L'assemblea, istituita in assenza di Rogers, si oppose e Rogers rispose sciogliendola. La battaglia governativa esaurì Rogers, che di nuovo andò a Charleston all'inizio del 1731 nel tentativo di recuperare la sua salute. Sebbene fosse tornato nel luglio dello stesso anno, non si riprese mai del tutto e morì a Nassau il 15 luglio 1732 all'età di 53 anni.
Una strada sul porto di Nassau è intitolata a Woodes Rogers. "La pirateria espulsa, il commercio ripristinato" rimase il motto delle Bahamas fino a quando le isole non ottennero l'indipendenza nel 1973.

## Nella cultura di massa
- Woodes Rogers appare come uno degli antagonisti principali in Assassin's Creed IV: Black Flag.

- In qualità di Governatore delle Bahamas, è il principale antagonista della terza e quarta stagione della serie tv Black Sails ed è interpretato da Luke Roberts.

- Shaggy Rogers, padrone del cane Scooby Doo e coprotagonista dell'omonimo franchise è un suo diretto discendente